# Jean-Charles Sénac
Jean-Charles Sénac (Chambéry, 23 mei 1985) is een Frans voormalig wielrenner.
In 2007 werd hij tweede in het Frans kampioenschap op de weg voor eliterenners zonder contract. Een jaar later werd hij prof bij AG2R La Mondiale, nadat hij sinds augustus 2007 al als stagiair actief was voor deze ploeg. Na twee seizoenen werd zijn contract niet verlengd en besloot Sénac een punt achter zijn carrière te zetten.

## Overwinningen
2006
4e etappe Tour des Pays de Savoie
Eindklassement Tour des Pays de Savoie

## Resultaten in voornaamste wedstrijden
| Jaar | Ronde van Italië | Ronde van Frankrijk | Ronde van Spanje |
| ---- | ---------------- | ------------------- | ---------------- |
| 2008 |                  |                     |                  |
| 2009 | 146e             |                     |                  |

| Jaar | Brabantse Pijl |
| ---- | -------------- |
| 2008 | 74e            |
| 2009 |                |

## Ploegen
- 2007- Ag2r Prévoyance
- 2008- AG2R La Mondiale
- 2009- AG2R La Mondiale